# Gurk (gemeente)
Gurk is een gemeente in de Oostenrijkse deelstaat Karinthië, gelegen in het district Sankt Veit an der Glan (SV). De gemeente heeft ongeveer 1300 inwoners.
Monumentaal is de Domkerk, waarvan de bouwperiode 1140-1200 bedraagt. De kerk heeft belangrijke fresco's (13de eeuw), een crypte met 100 zuilen (12de eeuw) en een hoogaltaar uit de 17de eeuw.

## Geografie
Gurk heeft een oppervlakte van 39,67 km² en ligt in het zuiden van het land.
Althofen · Brückl · Deutsch-Griffen · Eberstein · Frauenstein · Friesach · Glödnitz · Gurk · Guttaring · Hüttenberg · Kappel am Krappfeld · Klein Sankt Paul · Liebenfels · Metnitz · Micheldorf · Mölbling · Sankt Georgen am Längsee · Sankt Veit an der Glan · Straßburg · Weitensfeld im Gurktal
- Gemeinsame Normdatei: 4094288-0
- Nationale Bibliotheek van Tsjechië: ge369139
- Virtual International Authority File: 244574406